# Tibor Bitskey
Tibor Bitskey (ur. 20 września 1929 w Rákoskeresztúr, zm. 2 lutego 2015) – węgierski aktor.

## Filmografia
- 1970: Tizennégy vértanú
- 1974: Az ezeregyéjszaka meséi
- 1979: Rab ember fiai
- 1987: Napló szerelmeimnek
- 1990: Napló apámnak, anyámnak
- 1991: Melodráma
- 1996: Honfoglalás
- 2002: A titkos háború